# エミリアーノ・モレッティ
エミリアーノ・モレッティ（Emiliano Moretti, 1981年6月11日 - ）は、イタリア・ローマ出身の元サッカー選手。ポジションはディフェンダー。

## 経歴

### クラブ

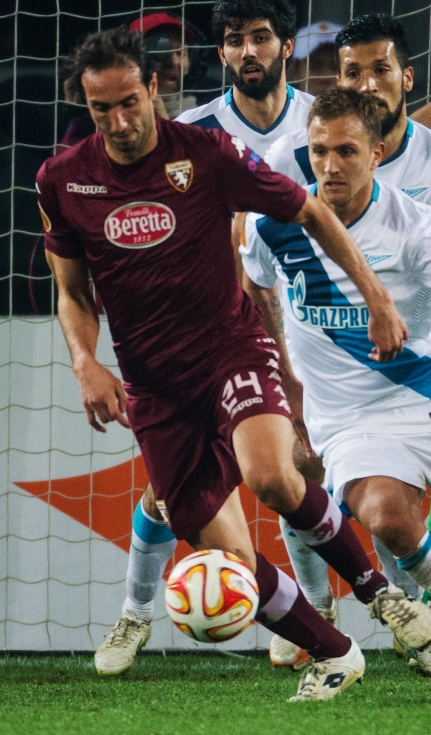
トリノでプレイするモレッティ（2015年）

セリエC1でデビュー後、19歳でACFフィオレンティーナに引き抜かれ、2001-02シーズンはACFフィオレンティーナで左サイドバックのレギュラーの座を勝ち取る。その活躍によりユヴェントスFCへ移籍、順調なキャリアアップを見せたかに思われたが、出場機会は少なく、モデナFCにレンタルされた。
その後、パルマFCに移籍するも再びボローニャFCでのレンタル生活を余儀無くされた。ボローニャでは3バックの一角と4バックの左SBをこなしチームに貢献。2004年7月21日、バレンシアと5年契約を交わした。2005-06シーズンには33試合に先発し、2006年8月4日に契約を2011年まで延長した。その後ライバルのファビオ・アウレリオの移籍が決定し、アシエル・デル・オルノの獲得が決定したものの、2006-07シーズンにはデル・オルノの長期離脱、2007-08シーズンには左SBの控えが他ポジションとの兼任であったマルコ・カネイラのみなどの要因もあってほぼ一人で左SBを務め、その鉄人ぶりを見せつけた。2009年7月、ジェノアCFCに移籍し6シーズンぶりにイタリアに復帰した。
2013年7月11日、トリノFCへ完全移籍。2013-14シーズンにはCBとして36試合に出場。翌2014-15シーズンもレギュラーとしてプレーし、2015年11月25日に契約を2017年まで延長した。
ファンキーな公式ホームページを開設していたり、2005-06シーズンのホーム最終節において試合中に負傷した振りをしてアメデオ・カルボーニに花道を作ったことから最近は日本でもファンを増やしている。

### 代表
U-16、U-20、U-21イタリア代表を経験し、2004年にはUEFA U-21欧州選手権2004で優勝を果たし、また、銅メダルを獲得したアテネ五輪代表の一員となっている。
A代表には長らく招集されなかったが、2014年11月16日のアルバニア代表との国際親善試合に先発出場し、イタリア代表最年長記録となる33歳で代表デビューを飾った。